# Lamprosema monocamptalis
Lamprosema monocamptalis là một loài bướm đêm trong họ Crambidae.